# Robin Bank (película)
Robin Bank es una película catalana escrita y dirigida por Anna Giralt Gris, estrenada en 2022.

## Sinopsis
El documental narra la historia del activista catalán, Enric Duran, autor de uno de los desfalcos más sonados del siglo XXI en Europa. Durante más de dos años, y después de haber estudiado el sistema bancario a fondo, planificó una estrategia para conseguir medio millón de euros a través de 68 créditos solicitados a 39 entidades bancarias. Nunca los devolvió y destinó el dinero a proyectos sociales.

## Premios y Festivales
La película tuvo su estreno mundial en el Festival Internacional de Documental de Thessaloniki en marzo de 2022. La película siguió su recorrido en el Festival de Málaga , CPH DOX, Ambulante, DocsBarcelona, entre otros, donde se alzó con el premio del público. Estrenada comercialmente en España y Alemania La película ha sido seleccionada en más de 20 festivales nacionales e internacionales y fue película candidata a mejor documental en los 37 premios Goya. Es una coproducción entre GusanoFilms e IndiFilm, con Televisión de Cataluña y ARTE La Lucarne.